# Nazionale femminile di rugby a 15 del Belgio
La nazionale di rugby a 15 femminile del Belgio (in francese Équipe de Belgique féminine de rugby à XV; in olandese Belgisch vrouwenrugbyteam) è la selezione di rugby a 15 femminile che rappresenta il Belgio in ambito internazionale.
Attiva sotto la giurisdizione della F.B.R.B., la federazione rugbistica belga, è una delle nazionali più antiche del panorama rugbistico femminile, avendo disputato il suo primo incontro nel 1986, quinto Paese a debuttare internazionalmente dopo, nell'ordine, Francia e Paesi Bassi (1982), Svezia (1984) e Italia (1985).
Partecipa dal 2000 al campionato europeo femminile, nel quale il suo miglior risultato sono due quarti posti nel 2016 e nel 2018.
Al 15 ottobre 2021 la squadra occupa la 22ª posizione del ranking World Rugby.

## Statistiche internazionali
| Avversario      | Prima Partita | Giocate | Vittorie | Pareggi | Sconfitte | Percentuale |
| --------------- | ------------- | ------- | -------- | ------- | --------- | ----------- |
| Francia         | 1988          | 1       | 0        | 0       | 1         | 0.00%       |
| Germania        | 2001          | 4       | 0        | 1       | 3         | 12.50%      |
| Italia          | 2006          | 1       | 0        | 0       | 1         | 0.00%       |
| Lussemburgo     | 2007          | 1       | 1        | 0       | 0         | 100.00%     |
| Paesi Bassi     | 2000          | 7       | 0        | 0       | 7         | 0.00%       |
| Norvegia        | 2006          | 1       | 1        | 0       | 0         | 100.00%     |
| Romania         | 2007          | 2       | 2        | 0       | 0         | 100.00%     |
| Russia          | 2006          | 3       | 0        | 0       | 3         | 0.00%       |
| Scozia          | 2009          | 1       | 0        | 0       | 1         | 0.00%       |
| Serbia          | 2007          | 1       | 1        | 0       | 0         | 100.00%     |
| Spagna          | 2010          | 1       | 0        | 0       | 1         | 0.00%       |
| Svezia          | 1984          | 3       | 0        | 0       | 3         | 0.00%       |
| Svizzera        | 2011          | 1       | 0        | 0       | 1         | 0.00%       |
| Riassunto 1986- |               | 27      | 5        | 1       | 21        | 18.52%      |